# Clanoneurum cimiciforms
Clanoneurum cimiciforms är en tvåvingeart som först beskrevs av Hlaiday 1855.  Clanoneurum cimiciforms ingår i släktet Clanoneurum och familjen vattenflugor. Inga underarter finns listade i Catalogue of Life.